# Алоза
Алóза, C6H12O6 — моносахарид, належить до класів гексоз і альдоз. Вона є C3-ізомером глюкози та поширена переважно в рослинних полісахаридах. Метаболізується бактеріями, зокрема Aerobacter aerogenes та Escherichia coli, за допомогою реакцій гліколізу шляхом перетворення в D-фруктозо-6-фосфат.

## Біологічна активність
У низці біомедичних досліджень було показано протизапальну та антипроліферативну активність алози в клітинах ссавців. Також було показано пригнічувальну дію алози на формування плодових тіл у міксобактерії Myxococcus xanthus.